# Турку
Турку (фин. Turku, швед. Åbo) је трећи по величини град у Финској и средиште југозападног дела државе, ка Шведској. Стога се Турку назива и „Финска врата на Запад“. Турку је такође седиште округа Ужа Финска, где чини једну општина.
Турку је некадашња престоница Финске (1808—1812). Данас је град познат по луци, која је прва по промету у држави.
Шире подручје Туркуа броји близу 250 хиљада људи. У самом граду живи близу 180 хиљада становника . Овде се налази Аеродром Турку.

## Порекло назива
Порекло назива Туркуа је везано за прасловенски језик. Данашњи назив града је изведен од прасловенске речи Тргу/tǔrgǔ, у значењу трг, пијаца.
Шведски назив града, Обо, има јасно објашњење. Он значи насеље на реци, јер се састоји од речи о/å (река) и бо/bo (гнездо, насеље).

## Географија
Град Турку се налази у југозападном делу Финске. Од главног града државе, Хелсинкија, град је удаљен 170 км источно, док се Тампере, други по величини град у држави налази 160 км североисточно. Стокхолм, престоница Шведске, није далеко - неких 250 км западно, „преко мора“.
Рељеф: Турку се сместио у југозападном делу Финске, у историјској области Ужа Финска. Подручје града је равничарско до брежуљкасто, а надморска висина се креће 0-50 м.
Клима у Туркуу је оштра континентална, али опет блажа него у већем делу Финске. Као и већина јужне Финске Турку има топла лета са темпаратурама до 30 °C и релативно хладне зиме са честим снегом. Најтоплији месец је јул са просечном темпаратуром од 17 °C, а најхладнији је јануар са просечном темпаратуром од -6 °C. Просечна годишња температура је 5 °C. Годишња количина падавина је 723 mm годишње.
Воде: Турку се развио на ушћу реке Ауре у Балтичко море. Обала испре града је веома разуђена, са два архипелага: Паргас и Оланд. Река Аура дели град на два дела, западни и источни. Постоји девет мостова преко реке. Први мост је изграђен давне 1414. године, али је био уништен. Најстарији од садашњих мостова је из 1904. године.

## Историја
Турку је кроз историју био највећи фински град и важно управно средиште, али је у последња два века Хелсинки је преузео улогу главног града од Туркуа. Ужа Финска се односи на подручје око Туркуа.
Подручје Тампереа било је насељено већ у време касне праисторије. Иако постоји археолошких налаза из каменог доба, Турку је постао значајно место тек у 13. веку. Име му долази од прасловенске речи, која значи трг, пијаца. Катедрала у Туркуу је посвећена 1300. Доминикански манастир је основан 1249. Заједно са замком Турку, грађеним 1280-их град је постао најзначајније место средњовековне Финске.
У средњем веку Турку је седиште епископије, касније подигнуте у звање архиепископије. Оне је је до 17. века покривала целу Финску, која је у то време била у покрајина у оквиру Шведске. Турку је био једини град у трговини у Ханзеатском савезу. Иако Турку није имао званично звање главног града, и војводе и генерални гувернери Финске имали су седишта у Туркуу. Ту је основан 1640. и први универзитет на тлу Финске.
После Финског рата у коме је Шведска 1809. предала Финску Русији, руски цар Александар I Романов је осетио да је Турку предалеко од Русије, а преблизу Шведске. Стога је 1812. Хелсинки постао главни град Великог војводства Финске. Уреди владе су коначно премештени након великог пожара 1827. године, који је готово потпуно уништио град. После пожара немачки архитекта Карл Лудвиг Енгел, који је пројектовао Хелсинки, направио је за Турку план новог и сигурнијег града.
Године 1918, са осамостаљењем Финске, Турку постаје једно од њених главних средишта. У Туркуу је 1918. основан једини шведски универзитет. Две године касније крај њега настаје и фински универзитет. Турку је имао добре везе са западним земљама, а посебно са оближњим Стокхолмом. После Другог светског рата Турку се развио у савремени град. Послератни развој Туркуа видео се највише кроз ширење града и оснивање предграђа.
После пада комунизма у Совјетском Савезу многе истакнуте руске вође су дошле у Турку да изучавају западну пословну праксу, а међу њима је био и Владимир Путин.

## Становништво
Према процени, у Туркуу је 2012. године живело 178.630 становника. У ширем градском подручју живело је близу 250 хиљада становника 2012. године.
| 1990.   | 2000.   | 2012.   |
| ------- | ------- | ------- |
| 159.180 | 172.561 | 178.630 |

Етнички и језички састав: Турку је, као град близу Шведске, имао јак „шведски карактер“. Швеђани су били претежно становништво града све до краја 19. века, када Финци постали бројнији. Од друге половине 20. века њихов број је мањи од 10%. По последњим подацима преовлађују етнички Финци (89,4%), значајни су и Швеђани (5,2%), док су остало усељеници. Од новијих усељеника посебно су бројни Руси (1,3%).

## Привреда
Привреда Туркуа је одувек била блиско везана за градску луку. Данас је то највећа и најпрометнија лука у држави. Међутим, данас се градска привреда углавном заснива на пословању и услугама. Око 86% радне снаге је запослено у индустријама терцијарног и квартарног сектора. Град има и чувене научно-технолошке паркове.

## Партнерски градови
- Фиренца
- Варна
- Келн
- Санкт Петербург
- Братислава
- Гдањск
- Росток
- Gothenburg Municipality
- Орхус
- Констанца
- Елбасан
- Суботица
- Калињинград
- Гетеборг

## Галерија
- Турку ноћу
- Главна лутеранска црква
- Градска кућа Туркуа
- Градско читалиште
- Православна црква у Туркуу
- средњовековни замак у Туркуу
- Универзитет у Туркуу
- Градска лука